# Dinastia fatimide
La dinastia fatimide, araba di origine e sciita ismailita di fede, nacque nel X secolo con la vittoria ai danni dei sunniti Aghlabidi e, fino al XII secolo, governò con maggiore o minore autorità il Maghreb (nei confini di quella che i geografi musulmani chiamarono Ifriqiya), l'Egitto, buona parte della Siria e parte dell'Arabia, con le due città sante di La Mecca e Medina.
I loro governanti furono sostanzialmente assimilabili ai califfi ma preferirono sempre sottolineare la sacralità del loro missione di riunificare tutto il mondo islamico sotto la loro guida, assumendo il termine di Imām.
Essi furono:
1. ʿUbayd Allāh al-Mahdī bi-llāh (909-934)
2. Muhammad al-Qāʾim bi-amri llāh (934-946)
3. Ismāʿīl al-Manṣūr bi-naṣri llāh (946-953)
4. al-Muʿizz li-dīn Allāh (953-975)
5. Abū Manṣūr Nizār al-ʿAzīz bi-llāh (975-996)
6. al-Hākim bi-amri llāh (996-1021)
7. ʿAlī al-Zāhir (1021-1036)
8. al-Mustanṣir bi-llāh (1036-1094)
9. al-Mustaʿlī (1094-1101)
10. al-Āmir bi-aḥkāmi llāh (1101-1130)
11. al-Ḥāfiz (1130-1149)
12. al-Zāfir (1149-1154)
13. al-Fāʾiz (1154-1160)
14. al-ʿĀḍid (1160-1171)

Nel 1171 l'Imamato fu dichiarato estinto per l'assenza di eredi maschi e il loro dominio tornò nell'ambito del sunnismo per opera di Saladino, vassallo di Norandino prima di rivendicare la sua assoluta indipendenza dalla dinastia zengide.